# Lactam

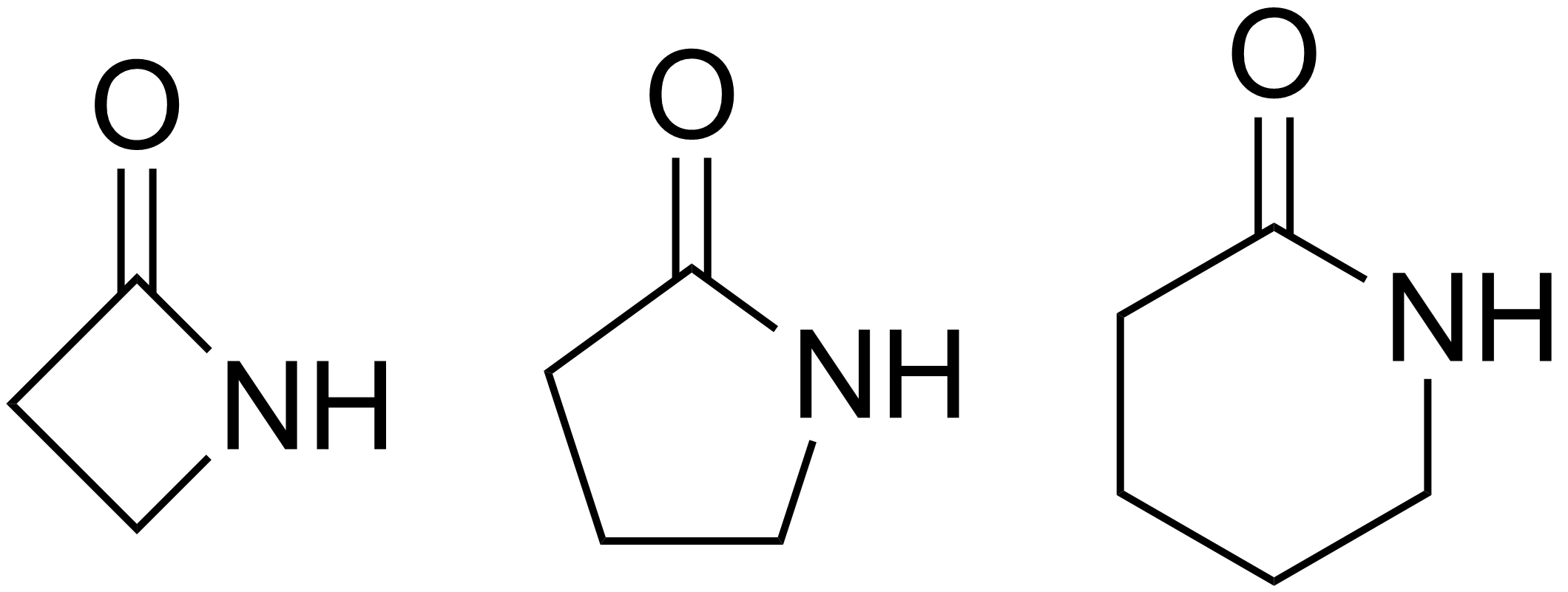
Van links naar rechts een β-lactam, een γ-lactam en een δ-lactam

Een lactam is in de organische chemie een cyclisch amide. De ring komt tot stand door interne amidevorming van een carbonzuur met een aminogroep in het eigen molecule. De stof caprolactam is een voorbeeld van deze klasse verbindingen, evenals de vele 
β-lactamantibiotica, of penicillines. De Griekse letter als prefix geeft het koolstofatoom aan waarop in de open ketenverbinding de aminogroep voorkomt. In tegenstelling tot de IUPAC-nummering in carbonzuren waarin het koolstofatoom van de zuurgroep nummer 1 krijgt, wordt het eerste koolstofatoom direct naast de zuurgroep als α geteld, het tweede β, en zo verder het Griekse alfabet door. Een β-lactam heeft dus het stikstofatoom, het koolstofatoom van de zuurgroep en nog twee koolstofatomen in de ring, samen dus vier atomen in de ring; een γ-lactam heeft het stikstofatoom, het koolstofatoom van de zuurgroep en nog drie koolstofatomen in de ring, samen dus een 5-ring; een δ-lactam vormt op dezelfde wijze een 6-ring; een ε-lactam, zoals het caprolactam heeft zo zeven atomen in de ring.
Voor caprolactam kan de vorming van de verbinding beschreven worden als (al verloopt de technische bereiding van dat specifieke lactam doorgaans anders):
H2N-(CH2)5COOH → H2O + 
vorming van caprolactam uit ε-aminocapronzuur (of 6-aminohexaanzuur)
Samen met de lactonen (interne esters en sultonen (interne sulfonzure esters)) vormen de lactamen een groep van synthetisch en soms technisch belangrijke intermediairen.